# جاك ما
جاك ما (باللغة الصينية المبسطة: 马云، بالنظام الرسمي لكتابة الصينية: mǎ yún = ما يون) (من مواليد 10 سبتمبر 1964 في مدينة هانغتشو) هو رجل أعمال صيني، يمتلك مجموعة شركات تجارية ناجحة على شبكة الإنترنت وأول رجل أعمال صيني آسيوي يظهر على غلاف مجلة فوربس الأمريكية. شغل منصب الرئيس التنفيذي سابقا لمجموعة علي بابا التي أنشأها والتي تملك كذلك الموقع التجاري علي إكسبريس (全球速卖通).قبل تقاعده سنة 10 مايو 2013.

## السيرة الذاتية

### حياته
ولد جاك ما في هانغتشو بمقاطعة جيجيانيغ الصينية. حيث أظهر في سن مبكرة رغبة جامحة في تعلم اللغة الإنجليزية لدرجة أنه حسب قوله «كان يركب دراجته كل صباح لمدة 45 دقيقة متجهاً صوب فندق قريب لإرشاد الأجانب مجاناً حول المدينة والتحدث معهم بغية ممارسة وإتقان لغته الإنجليزية». وعلى الرغم من فشله في امتحانات القبول مرتين، إلا أنه تخرج أخيراً من كلية هانغتشو للمعلمين (حاليا جامعة هانغتشو العادية) سنة 1988 حاصلا على درجة البكالوريوس في اللغة الإنجليزية. ليصبح فيما بعد محاضراً في اللغة الإنجليزية والتجارة الدولية في جامعة هانغتشو للإلكترونيات (باللغة الصينية المبسطة: 杭州电子工学院، بالبينيين: hángzhōu diànzǐ gōngxuéyuàn).
بدأ جاك ما بناء المواقع الإلكترونية للشركات الصينية بمساعدة أصدقاء له في الولايات المتحدة، حيث قال «في اليوم الذي اتصلنا فيه بشبكة الإنترنت، دعوت أصدقائي وأناساً من عالم التلفزيون إلى بيتي،» وعلى اتصال ديال أب بطيء جدا«، انتظرنا ثلاث ساعات ونصف للحصول على نصف صفحة... شربنا، وشاهدنا التلفزيون ولعبنا الورق، ونحن ننتظر، لكني كنت فخوراً جداً وأنا أثبت (لضيوف منزلي) أن الإنترنت موجودة».
| جاك ما | {{{1}}} | جاك ما |

### حياته الشخصية
متزوج من زهانغ يانغ ولهما ابنة وابن طالب حاليا في المرحلة الجامعية بجامعة كاليفورنيا، بركلي.

## حياته العملية

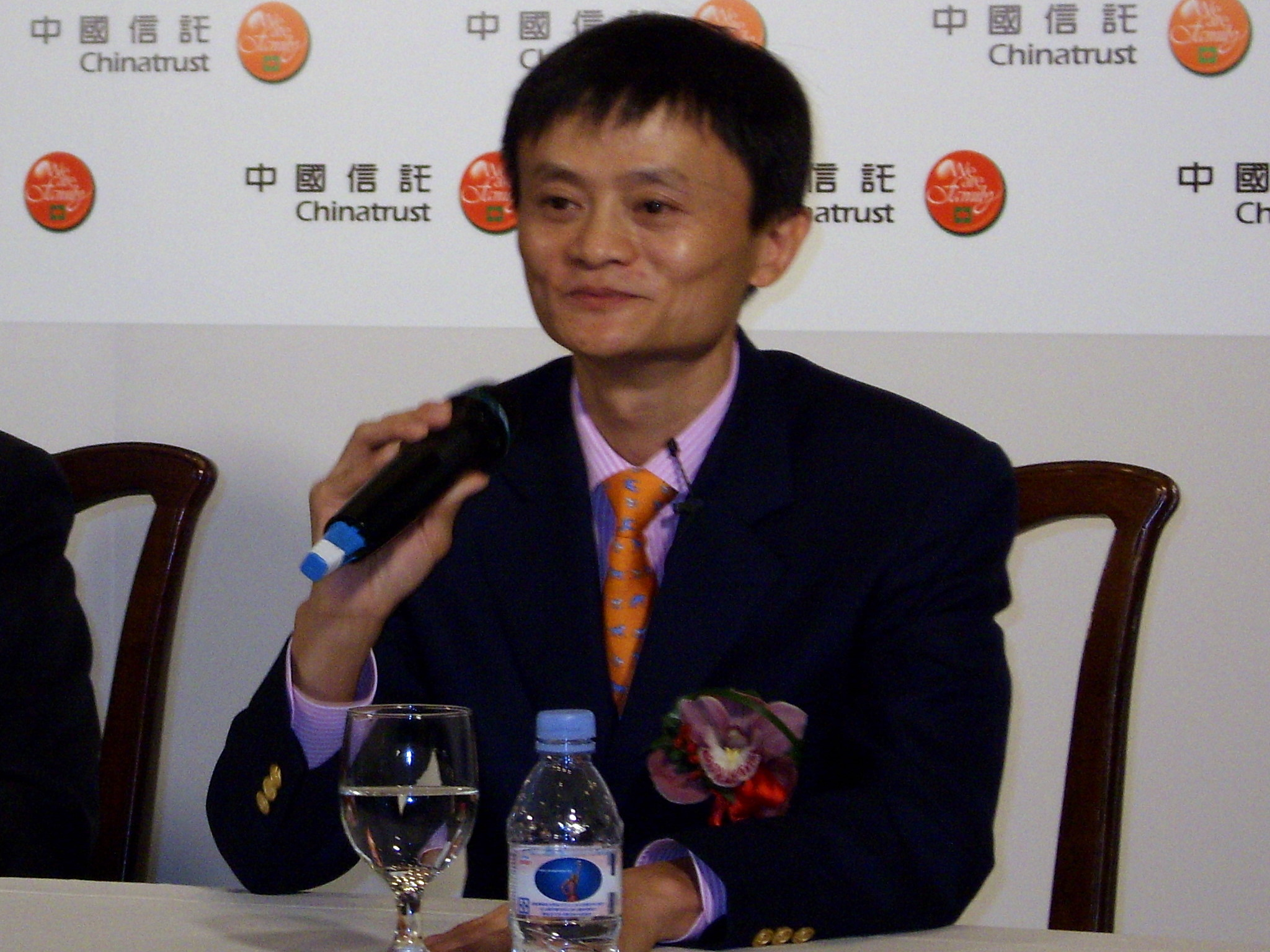
جاك ما

في عام 1995، أسس «جاك ما» شركة الصفحات الصفراء الصينية ، التي إعتُبرت عالميا واحدة من أولى مواقع الإنترنت الرائدة في الصين. ومنذ سنة 1998 إلى سنة 1999، ترأس ما شركة تكنولوجيا المعلومات الذي أنشأه مركز الصين الدولي للتجارة الإلكترونية التابع لقسم وزارة التجارة الخارجية والتعاون الإقتصادي. لينشئ سنة 1999 موقع علي بابا دوت كوم (Alibaba.com) أكبر موقع لمبيعات الإنترنت في العالم يخدم حاليا أكثر من 79 مليون عضو من أكثر من 240 بلدا وإقليما.
شغل «ما» منصب الرئيس التنفيذي لمجموعة علي بابا الشركة القابضة لتسعة فروع رئيسية: علي بابا (موقع)، تاوباو (موقع) سنة 2003، إتاو (موقع)، موقع علي بابا للحوسبة السحابية، تي مول (موقع)، جوهواسوان، 1688 دوت كوم (موقع)، ثم أخيراً موقع علي إكسبريس دوت كوم المتخصص في بيع البضائع بأسعار الجملة للأفراد والتجار في أبريل 2010.
في نوفمبر 2012، تجاوز حجم المعاملات التجارية على موقع "على بابا" أكثر من تريليون يوان. ما جعل جاك ما يلقب بتريليون هو، ما يعني حرفيا باللغة الصينية ماركيز التريليو يوان.
في 15 يناير 2013، أعلن «جاك ما» خطاباً مفتوحاً لموظفيه أفاد فيه عن نيته التقاعد من منصبه كرئيس تنفيذي لمجموعة علي بابا إعتبارا من 10 مايو 2013.